# Saison 5 de Magnum
Chronologie
Saison 4 Saison 6
Cet article présente le guide des épisodes de la cinquième saison de la série télévisée américaine Magnum.

## Saison 5 (1984-1985)
Haut de page